# Филипп IV (граф Ганау-Лихтенберга)
Филипп IV Ганау-Лихтенбергский (нем. Philipp IV. von Hanau-Lichtenberg, 20 сентября 1514 — 19 февраля 1590) — дворянин Священной Римской империи.

## Биография
Сын графа Филиппа III, которому отец передал управление графством ещё за год до того, как скончался в 1538 году. Будучи приверженцем Реформации, Филипп IV активно способствовал распространению в своих владениях лютеранства: он сам назначал людей на духовные должности, и должность пастора в Буксвиллере долго оставалась вакантной, пока не был найден священник, приверженный лютеранской доктрине. В 1555 году он принял участие в Аугсбургском рейхстаге, на котором был заключён Аугсбургский религиозный мир, также был участником Аугсбургского рейхстага 1556 года и Шпейерского рейхстага 1570 года. В 1580 году Филипп IV оказался среди тех, кто подписал «Книгу Согласия».
В 1561 году скончался Филипп III, правивший в родственном графстве Ганау-Мюнценберг. Его сын и наследник Филипп Людвиг I был ещё слишком мал, и Филипп IV вошёл в составленный из родственников регентский совет, взявший в свои руки управление графством Ганау-Мюнценберг до совершеннолетия наследника. Однако этот период истории Ганау-Мюнценберга был характерен тем, что его правители рано умирали, едва успев оставить наследника, поэтому когда в 1580 году скончался Филипп Людвиг I — Филиппу IV опять пришлось войти в состав регентского совета графства Ганау-Мюнценберг и опекать несовершеннолетнего Филиппа Людвига II.
Филипп IV был первым из ганау-лихтенбергских графов, кто стал рассматривать как основную часть своих владений эльзасскую часть графства, а не ту часть, что изначально входила в состав графства Ганау. В 1564 году он приобрёл и восстановил замок Фалькенштайн, возле которого впоследствии выросла названная в его честь деревня Филиппсбур. После того, как в 1480 году пресёкся правивший Лихтенбергом род, это владение было разделено между графствами Ганау-Лихтенберг и Цвейбрюккен-Битш. После того, как в 1570 году скончался, не оставив наследника мужского пола, граф Якоб Цвейбрюккен-Битшский, Филипп IV смог заполучить и вторую половину Лихтенберга. Был привлечён инженер Даниэль Шпеклин, который модернизировал Замок Лихтенберг.
Филипп IV активно участвовал в общеимперских делах. Он был советником императора Максимилиана II и его преемника Рудольфа II.
С 1585 года Филипп IV стал постепенно передавать дела своему сыну и наследнику Филиппу V. Сам он скончался в 1590 году, став дольше всего прожившим представителем рода Ганау, и дольше всего правившим из всех ганауских графов.

## Семья и дети
22 августа 1538 года Филипп IV женился в Хайлигенберге на Элеоноре Фюрстенбергской. У них было пятеро детей:
1. Амалия (февраль-май 1540)
2. Филипп V (1541—1599), унаследовавший титул
3. Анна Сибилла (1542—1612), которая в 1652 году вышла замуж за Людвига Флекенштайн-Дагштульского
4. Иоганна (1543—1599)
5. Элеонора (1544—1585), которая вышла замуж за Альбрехта Гогенлоэ-Вайкерсхайм-Лангенбургского